# إدي ريفيس
إدي ريفيس (بالإنجليزية: Eddie Reeves)‏ هو مغن مؤلف أمريكي، ولد في 17 نوفمبر 1939 في أوستن في الولايات المتحدة، وتوفي في 18 نوفمبر 2018 بسبب الأمراض الدماغية الوعائية.